# 1980 en combiné nordique
| Années du combiné nordique : 1977 - 1978 - 1979 - 1980 - 1981 - 1982 - 1983    |
| Décennies du combiné nordique : 1950 - 1960 - 1970 - 1980 - 1990 - 2000 - 2010 |

Cette page reprend les résultats de combiné nordique de l'année 1980.

## Festival de ski d'Holmenkollen
L'épreuve de combiné de l'édition 1980 du festival de ski d'Holmenkollen fut remportée par l'Allemand de l'Est Uwe Dotzauer
devant son compatriote Andreas Langer. Le Finlandais Jorma Etelälahti se classe troisième de l'épreuve.

## Jeux du ski de Lahti
L'épreuve de combiné des Jeux du ski de Lahti 1980 fut remportée par le coureur est-allemand Uwe Dotzauer devant son compatriote Andreas Langer. Le Polonais Stanisław Kawulok se classe troisième de l'épreuve.

## Jeux du ski de Suède
L'épreuve de combiné des Jeux du ski de Suède 1980 n'a pas été organisée.

## Jeux olympiques
Les Jeux olympiques d'hiver eurent lieu à Lake Placid, aux États-Unis.
L'épreuve de combiné fut remportée par le coureur est-allemand Ulrich Wehling. La médaille d'argent échoit à Jouko Karjalainen, qui représente la Finlande. L'Allemand de l'Est Konrad Winkler remporte la médaille de bronze.

## Coupe de la Forêt-noire
La coupe de la Forêt-noire 1980 fut remportée par l'Allemand de l'Est Uwe Dotzauer.

## Championnat du monde juniors
Le Championnat du monde juniors 1980 a eu lieu à Örnsköldsvik, en Suède.
Il a couronné l'Allemand de l'Ouest Hubert Schwarz devant le Soviétique Sergueï Orljanski. L'Allemand de l'Est Lothar Hopf termine troisième.

## Championnats nationaux

### Championnats d'Allemagne
Les résultats du Championnat d'Allemagne de l'Ouest de combiné nordique 1980 manquent.
À l'Est, l'épreuve du championnat d'Allemagne de combiné nordique 1980 fut remportée par Konrad Winkler, devant Uwe Dotzauer et Frank Röder.

### Championnat d'Estonie
Le Championnat d'Estonie 1980 s'est déroulé à Otepää.
Il fut remporté par Kalev Aigro, le vice-champion en titre. Tiit Heinloo est deuxième tandis qu'Enn Talumets se classe troisième de l'épreuve.

### Championnat des États-Unis
Le championnat des États-Unis 1980 s'est tenu à Eau Claire, dans le Wisconsin. Il a été remporté par Walter Malmquist (en).

### Championnat de Finlande
Les résultats du championnat de Finlande 1980 sont incomplets. Comme l'année précédente, Jorma Etelälahti a été sacré champion.

### Championnat de France
Les résultats du championnat de France 1980 sont incomplets. Comme l'année précédente, Éric Lazzaroni a remporté le titre national.

### Championnat d'Islande
Le championnat d'Islande 1980 fut remporté par Björn Þór Ólafsson.

### Championnat d'Italie
Le championnat d'Italie 1980 fut remporté par Giampaolo Mosele. Francesco Giacomelli conserve la place de deuxième qui était la sienne l'année précédente tandis qu'Enrico Fauner fait de même pour celle de troisième.

### Championnat de Norvège
Le vainqueur du championnat de Norvège 1980 fut Tom Sandberg, qui s'imposait devant Hallstein Bøgseth et Arne Morten Granlien : le podium était donc le même que l'année précédente.

### Championnat de Pologne
Le championnat de Pologne 1980 fut remporté par Jan Legierski (pl), du club ROW Rybnik.

### Championnat de Suède
Comme l'année précédente, le championnat de Suède 1980 a distingué Martin Rudberg, du club Nedansjö IK (sv). Et comme l'année précédente, le titre des clubs ne fut pas décerné.

### Championnat de Suisse
Les résultats du Championnat de Suisse 1980 manquent.